# Vakuumniveau
Das Vakuumniveau ist die potentielle Energie eines Teilchens in einem Feld, das sich im Vakuum befindet. Es darf nicht mit der Vakuumenergie verwechselt werden, der Energie des „leeren Raumes“ bei vollständiger Abwesenheit von Teilchen und Feldern.

## Geladene Teilchen

### Im elektrischen Feld
Für geladene Teilchen im elektrischen Feld {\displaystyle {\vec {E}}} ist das Vakuumniveau {\displaystyle E_{pot,V}({\vec {r}})} gleich dem Produkt der elektrischen Ladung {\displaystyle q} des Teilchens mit dem elektrostatischen Potential {\displaystyle \phi _{V}({\vec {r}})} des Feldes im Vakuum:
{\displaystyle E_{pot,V}({\vec {r}}):=q\cdot \phi _{V}({\vec {r}}).}
Bei elektrisch leitenden Festkörpern, z. B. Metallen, ist das Vakuumniveau zugleich der Unterschied zwischen Austrittsarbeit {\displaystyle W_{A}} und Fermi-Energie {\displaystyle E_{F}}:
{\displaystyle E_{pot,V}=W_{A}-E_{F}.}
Die Fermi-Energie wird meist durch einen elektrischen Kontakt festgelegt, wodurch sich das Vakuumniveau ergibt.
Daraus folgt, dass auch ohne äußeres Feld zwischen zwei miteinander verbundenen leitfähigen Körpern, die unterschiedliche Austrittsarbeiten haben, ein elektrisches Feld entsteht (über räumliche Unterschiede des Vakuumniveaus und des elektrostatischen Potentials):
{\displaystyle {\begin{aligned}W_{A}({\vec {r}})&\neq konst.\\\Rightarrow E_{pot,V}({\vec {r}})&\neq konst.\\\Rightarrow \phi _{V}({\vec {r}})&\neq konst.\\\Rightarrow {\vec {E}}&\neq 0.\end{aligned}}}
Dieses Phänomen wurde früher mit dem Begriff Kontaktspannung oder Kontaktpotential beschrieben.

### Ohne elektrisches Feld
Wenn der Raum hingegen frei von elektrischen Feldern ist:
{\displaystyle {\vec {E}}=0,}
so ist das elektrostatische Potential und damit auch das Vakuumniveau räumlich konstant:
{\displaystyle {\begin{aligned}\Rightarrow \phi _{V}({\vec {r}})&=\phi _{V}=konst.\\\Rightarrow E_{pot,V}({\vec {r}})&=E_{pot,V}=konst.\end{aligned}}}

## Atomphysik
In der Atomphysik dient das Vakuumniveau als Bezugsniveau für die Angabe der Bindungsenergie der Elektronen; diese ist demnach die minimal nötige Energie, um ein Elektron von seinem gebundenen Zustand in einem Atom oder Molekül auf das Vakuumniveau (d. h. in das Vakuum) zu bringen. Erhält das Elektron mehr Energie, bekommt es zusätzlich kinetische Energie.